# Thập niên 430
Thập niên 430 hay thập kỷ 430 chỉ đến những năm từ 430 đến 439.